# Karel Sládek (malíř)

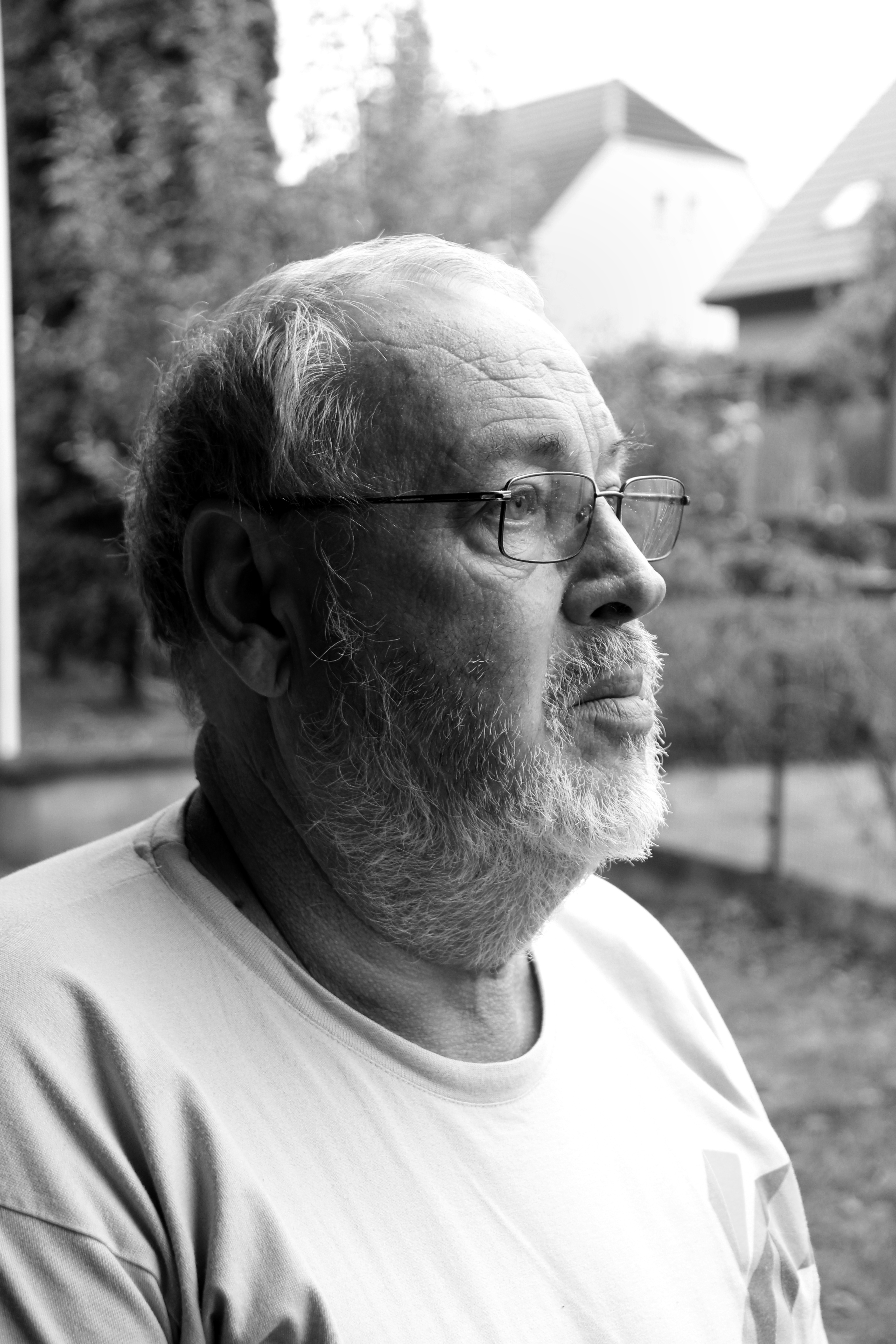
Karel Sládek, portrét z roku 2017

Karel Sládek (* 20. října 1952 Praha) je český malíř zaměřující se kromě malby na kresbu, ilustraci, užitou grafiku a plastiku. Žije a pracuje v pražských Ďáblicích.

## Životopis
V letech 1968–1972 studoval Střední uměleckoprůmyslovou školu – obor užitá malba v architektuře, scénografii a propagaci. Poté v letech 1973–1979 pokračoval na Akademii výtvarných umění v Praze – obor „Speciální škola profesora Františka Jiroudka“. Mezi roky 1980–1990 působil na malířské katedře AVU jako pedagog ve funkci odborného asistenta. Od roku 1990 se věnuje již pouze volné tvorbě. S manželkou Alenou (*1955) má dva syny - Viléma (*1979) a Jana (*1980).

## Zaměření
Jeho díla odráží současný život a lidi naší doby. Nejde o pouhý popis, snaží se vytvořit novou výtvarnou realitu. Zabývá se obrazovým příběhem postav, psychologií figur. Často pracuje s divadelní a literární inspirací. Významná barevnost zvyšuje emocionalitu jeho tvorby. Samostatné výstavy měl v téměř čtyřech desítkách síní a galerií v ČR i v zahraničí. Jeho obrazy jsou součástí sbírek v mnoha zemích Evropy, ale i v zámoří. V ČR je zastoupen například ve sbírkách Památníku národního písemnictví v Praze. Za začátek své volné tvorby považuje rok 1972. Zpočátku se věnoval olejomalbě. Od poloviny 90. let přešel na malbu akrylem.

## Samostatné výstavy
- 1981: Chotěboř, Košalin (Polsko), Praha – Galerie V. Kramáře (s M. Chaberou a J. Novosadem)
- 1982: Bukurešť (Rumunsko)
- 1984: Humpolec, Kostelec nad Černými lesy, Sofie (Bulharsko)
- 1988: Swedt (Německo) (s P. Šedivým)
- 1989: Praha, Galerie V. Kramáře, Havana (Kuba)
- 1990: Budapešť (Maďarsko)
- 1991: Rakovník, Galerie St. Germain des Prés (Paříž, Francie)
- 1993: Praha, Karolinum
- 1994: Praha, Karolinum (s I. Svobodovou a L. Klusáčkem), J. West – Fine Art (Londýn, Velká Británie)
- 1995: Praha, Divadlo Komedie (s I. Koskovou a J. Pošvou), Olomouc, Svatý Kopeček, Galerie Jana, Český Krumlov, Banka Moravia, Hannover, Galerie Bohemica, Německo
- 1996: Praha, Galerie Vltavín
- 1997: Hradec Králové, Klicperovo divadlo, Praha, IPB Praha
- 1998: Praha, Galerie M
- 2000: Brno, Galerie Hřebíček
- 2002: Praha, Galerie Pyramida
- 2003: Hradec Králové – Klicperovo divadlo, Praha, Café galerie Černá Labuť
- 2004: Prostějov, Galerie B.
- 2005: Praha, Obecní dům Ďáblice
- 2006: Praha, Iscare – Lighthouse
- 2010: Hradec Králové, Klicperovo divadlo
- 2012: Chomutov, Galerie Špejchar (s E. Mansfeldovou, A. Lipinovou, J. Máslerem)
- 2012: Praha, Clam-Gallasův palác
- 2015: Rožnov pod Radhoštěm, Galerie Creas
- 2016: Hluboká nad Vltavou, Galerie Knížecí Dvůr
- 2017: Grabštejn, Galerie Svaté Barbory
- 2018: Dobrovice, Muzeum cukru a lihu, Praha, GALERIE LA FEMME, Eschelkam, Německo
- 2019: Kolín, Galerie v zahradě